# Cycle solaire 12
Le cycle solaire 12 est le douzième cycle solaire depuis 1755, date du début du suivi intensif de l'activité et des taches solaires. Il a commencé en 1878 et s'est achevé en 1890.